# Prestonia robusta
Prestonia robusta är en oleanderväxtart som beskrevs av Henry Hurd Rusby. Prestonia robusta ingår i släktet Prestonia och familjen oleanderväxter. Inga underarter finns listade i Catalogue of Life.